# 시라이시 세이
시라이시 세이(일본어: 白石 聖 しらいし せい[*], 1998년 8월 10일 ~ )는 일본의 배우이다.

## 출연 작품

### 영화
- 가슴이 떨리는 건 너 때문 (2021년) - 시노하라 츠카사 역